# Сероманцы
Серома́нцы (укр. Cipoманцi) — военное подразделение (сотня) Украинской повстанческой армии, входило в состав военного округа № 3 «Лисоня». Сотня специального назначения, перед которой ставились особые задачи. Одно из самых известных подразделений УПА в Восточной Галиции. Возглавил сотню бывший офицер Красной Армии Дмитрий Карпенко-«Ястреб», который был родом из Восточной Украины.
Название сотни на диалекте украинского языка означает «серые волки».

## Боевой путь
Сотня создана в начале августа 1943 года в Станиславской области в Долинском районе. Изначально формировалась как часть куреня УНС «Тигры». Ее костяк составляли исключительно члены ОУН-Б, которые прошли обучение в подстаршинской школе УПА «Тигры». Приказ о создании сотни был зачитан на горе Чёрная Сигла. 
В августе 1943 года вся сотня находилась на горе Магура, где и прошла военную подготовку. К тому времени командирами «Сероманцев» были: сотник Дмитрий Карпенко — «Ястреб», старшина «Коц», начальник штаба «Джулик», булавный «Ворон», бунчужный «Красный», сотенные взвода «Льонский» и «Окунь».
Своё боевое крещение сотня приняла на горе Магура с подразделениями Армии Крайовой в конце августа. Зафиксировано две стычки. Если судить по повстанческим документам, то до конца года сотня изредка вступала в мелкие стычки с небольшими карательными подразделениями немцев на Станиславщине, или же просто грабила или захватывала немецкие лигеншафты (государственные сельхозимения Рейха).
В декабре 1943 года «Украинская Народная самооборона» (УНС) приняла название «УПА-Запад» и была разделена в 1944 на шесть военных округов (ВО). Сотня «Сероманцы» вошла в состав ВО-3 «Лысоня». Группировка действовала на территории Тернопольской области без Кременецкого района, но с Рогатинским районом соседней Ивано-Франковской области.

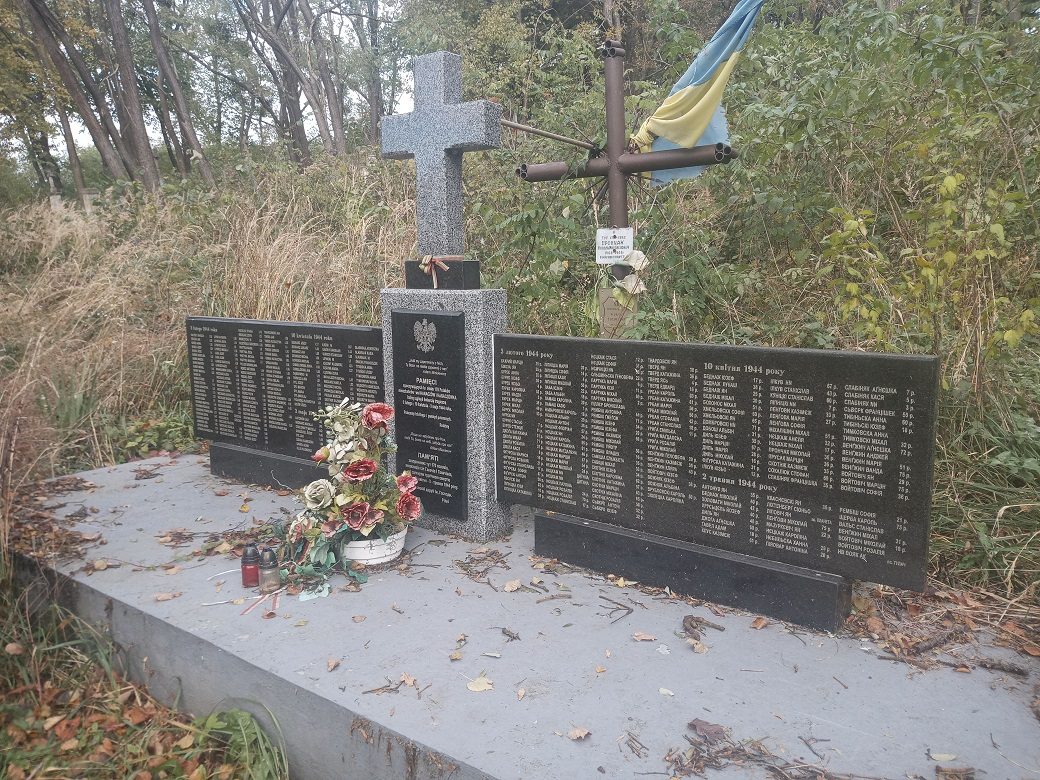
Памятник польским защитникам Ганачева

После интенсивной подготовки сотне «Сероманцы» определили оперативный район в Тернопольской области. В первые недели 1944 года по приказу командования УПА сотня отправилась в рейд Восточной Галицией. В течение нескольких месяцев она прошла через весь тот регион, достигнув района Любачува. На рубеже января и февраля 1944 подразделение появилось в Перемышлянском районе. Местная сеть ОУН-Б постановила воспользоваться присутствием сотни УПА для атаки на Ганачев, теперь уже несуществующее большое польское село, в котором содержалась сильная опорная база Армии Крайовой, сотрудничавшая с группой еврейских партизан, которые прятались неподалеку. Атака УПА началась 2 февраля в 21 час вечера. Уповцы захватили дома на краю села, однако им не удалось добраться до крепко защищённого центра. Националисты врывались в дома и забивали всех, кого там застали, а затем поджигали усадьбы. В бою АК поддерживали еврейские партизаны из отряда Абрама Баума («Буня»). Уповцы отступили около полуночи. По польским данным, погибли 63 человека, в том числе по меньшей мере 33 женщины и ребёнка. Около 100 человек были ранены. Потери националистов оценены примерно в 30 убитых и раненых.
9 февраля сотня «Сероманцы», вероятно, напала на село Подкамень (Рогатинский район), убив там 16 поляков. За несколько дней подразделение получило приказ осуществить акцию мести в селе Людвиковка в ночь с 17 на 18 февраля. Непосредственной причиной нападения стали два события — «польский донос», на основании которого ещё в мае 1942 года был арестован немцами и расстрелян член ОУН Василий Фигурка, и схватка с поляками, которая случилась 15 февраля 1944 (тогда был легко ранен оуновец). Эти факты были использованы для оправдания решения об атаке и уничтожения этого села. Нападение совершила сотня в силе 60 бойцов при поддержке окружной боёвки ОУН в 10 человек. Удар был нанесен одновременно с четырех сторон. Украинцы подожгли 180 хозяйств и убили, по собственным предположениям, 330 человек — в том числе 295 мужчин, 30 женщин и 5 детей (возможно, следует отметить, что польские потери составили «всего лишь» около 200 человек). УПА не понесла никаких потерь..
19 февраля сотня нанесла одновременно два удара на Фрагу и снова на Подкамень Рогатинский. По данным УПА, во Фраге были убиты 23 мужчины, зато в Подкамене — 32 мужчины, 6 женщин и 2 детей. Польские данные свидетельствуют о 60-80 убитых. В Подкамене поляки пытались защищаться топорами.
23 февраля подразделение «Сероманцев» пришло на помощь патрулю из 4-го полицейского полка СС, который попал в засаду партизан АК вблизи Гуты Пеняцкой. Поддержка УПА позволила подразделению галицких эсэсовцев отступить и, вероятно, спасла его от полного разгрома. Это означало, что жителям Гуты Пеняцкой вынесен смертный приговор. 28 февраля карательная экспедиция СС сравняла село с землей. Бойцам дивизии СС «Галичина» в пацификации помогали члены местной ячейки ОУН и таинственный «отдел Волынской УПА». Не исключено, что на самом деле речь шла о сотне «Сероманцы».
В марте и апреле сотня продолжила рейд по местности, участвуя в дальнейших антипольских акциях, о которых, однако, нет информации. Известно лишь, что достигнув Холмщины — районов Равы-Русской и Любачува, «Сероманцы» приняли в тех окрестностях участие в боях с АК.
11 мая 1944 года сотня «Сероманцы» вела бой с немцами в селе Каров на Львовщине. Бой закончился поражением уповцев. Это можно объяснить только амбивалентным отношением УПА к немцам. Когда немцы приехали к Карову, сотня собственно проводила военные учения. «Ястреб» велел передать немцам, чтобы шли прочь. То, что случилось дальше, видимо, стало для него полной неожиданностью. Немцы разделились на две группы. Первая отрезала дорогу в лес, а вторая — автомобилями на полной скорости въехала в село. Лихая атака заставила партизан отступить в направлении Домашева. Но когда выяснилось, что и в том селе есть немецкие войска, часть бойцов УПА сложили оружие. Сотня потеряла 8 человек, четыре партизана были ранены. В плен сдались до 40 человек.
Впрочем, поражение в Карове не помешало сотне в дальнейших антипольских акциях. 21 мая подразделение вместе с другой сотней УПА приняла участие в нападении на Андреевку и Нароль, которые защищали АКовцы, овладев первым из этих населенных пунктов ценой трех погибших и десяти раненых. Поляков погибло несколько десятков. Из ряда источников известно, что именно подразделение «Ястреба» несёт ответственность за атаку на пассажирский поезд на железной дороге Белжец-Львов 16 июня 1944 г. к северо-западу от города Рава-Русская. В поезде ехали поляки, украинцы и немцы. Пассажиров стали проверять по национальному признаку. Украинцев и немцев уповцы не тронули, а поляков вывели из поезда и убили в лесу. Тогда было расстреляно 42 человека.
В ночь с 19 на 20 июля сотней «Сероманцы» было атаковано село Великие Очи. Там были убиты 13 или 18 поляков, остальные скрылись в латинской церкви, где была организована оборона. Атака на церковь, откуда поляки вели пулеметный огонь, не имела смысла, поэтому УПА отступила и сожгла восемьдесят домов. В соседних Змиевисках в тот же день были убиты семь поляков.
Приход Красной Армии заставил подразделение УПА временно приостановить деятельность и скрыться в лесах Львовщины. 19 августа 1944 сотня «Сероманцы» вместе с куренем «Галайда» под командованием Дмитрия Пелипа-«Эма» участвовала в бою с войсками НКВД возле села Пирятин Жовковского района. Со стороны УПА погибло 18 солдат, в т.ч. 7 из сотни "Сероманцы". Погибшие похоронены в общей могиле в Пирятинском лесу. Согласно "хронике сотни «Сероманцы»", враг потерял 80 убитыми и 62 ранеными.

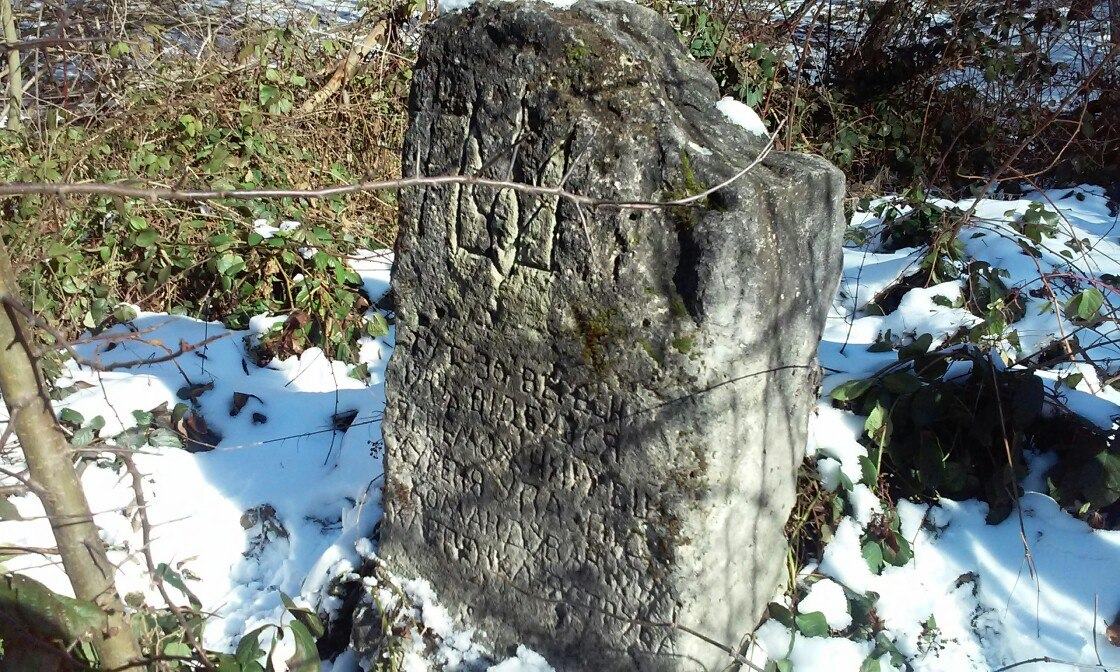
Памятник, установленный в честь Унивского боя

В начале осени сотня дислоцировалась близ Унева в Перемышлянском районе — и здесь была окружена подразделениями 19-й бригады внутренних войск НКВД численностью около 450 бойцов. 30 сентября 1944 года состоялся бой сотни против советских войск у монастыря Уневская лавра. Коммунисты применили тяжёлое оружие, включая танки и разведывательные самолёты. С 9 до 23 часов войска НКВД провели 22 атаки, которые были отражены. Партизаны несколько раз контратаковали. Ночью, несмотря на уплотнение линии окружения, разделенные на небольшие группы уповцы «просочились» сквозь окружение и отступили в направлении Пнятина. Когда войска НКВД поняли, что произошло, они отправили группу из 50 солдат при поддержке легких танков в погоню и настигли партизан в Пнятине в тот момент, когда те отдыхали и готовили еду. Советское наступление остановил «Ястреб», лично повредив из противотанкового ружья один из танков. Партизаны признали, что потери, понесенные ими, составляют 17 убитых и 25 раненых под Унивом, 7 убитыми и 8 ранеными в Пнятине. По их оценкам, у войск НКВД было 170 убитых и 120 раненых или даже 303 убитых.

Все были голодные и измученные дневным боем. Не хватало также амуниции. В лесу наступила такая тьма, которая бывает в пасмурные осенние ночи, а боевые подразделения все ещё находятся на своих дневных положениях. И вот, наконец, долгожданный приказ: «Тихо оставлять положения, держать связь между отрядами и отходить оврагом направо». Ходить тихо в тёмном лесу нас, конечно, научили обстоятельства жизни, но пройти всей сотней и перед носом у врага — дело не лёгкое.
Оригинальный текст (укр.)Всі були голодні і вимучені цілоденним боєм. Бракувало також амуніції. В лісі настала така пітьма, яка буває в похмурі осінні ночі, а бойові підрозділи все ще знаходяться на своїх денних становищах. І ось, нарешті, довгоочікуваний наказ: «Тихо залишати становища, тримати зв'язок між чотами і відходити яром праворуч». Ходити тихо в темному лісі нас, звичайно, навчили обставини життя, але пройти усією сотнею та перед носом у ворога — справа не легка.

НКВД по собственным потеряло лишь шестеро бойцов и были ранены 32. Потери повстанцев ими оцениваются в 165 погибших и 15 пленных. О бое у села Унев упомянуто в рождественском поздравлении 1945 года Главнокомандующего УПА Романа Шухевича.
Позже сотня УПА «Сероманцы» вернулась к своему первоначальному оперативному району в Тернопольской области. «Ястреб» стал первым воином УПА, награжденным Золотым Крестом Заслуги, и был назначен командиром куреня (батальона), состоящего из четырех сотен, в том числе подразделения «Сероманцы». Однако он недолго наслаждался новой должностью, поскольку погиб 17 декабря 1944. В тот день курень «Ястреба» атаковал райцентр Новые Стрелища. Атака была чрезвычайно удачной для повстанцев: захвачен сам городок, разрушено помещение райотдела НКВД, партком, тюрьму, в бою убит начальник райотдела НКВД. Однако сам Карпенко погиб ещё в начале боя. В дальнейшем, на рубеже 1944-1945 годов сотня «Сероманцы», вместе со всем куренем, в состав которого входила, участвовала в нападениях на польские села в Тернопольской области.
Весной 1945 сотня «Сероманцы» вошла в состав ТО-16 «Серет» и в таком виде вела борьбу с советскими спецслужбами до конца 1946 года, когда была распущена. 19 февраля 1946 года в селе Городище в результате операции советских спецслужб погиб второй командир Сероманцев «Косач» (Степан Коваль). В декабре 1947 года украинское подполье подготовило специальную летопись подразделения. Однако, согласно проводимой ОУН-Б уже тогда исторической политикой, в летописи почти ничего не упоминалось о нападениях на польское население, уделяя первоочередное внимание боевым действиям против советских войск.

## Послевоенные годы

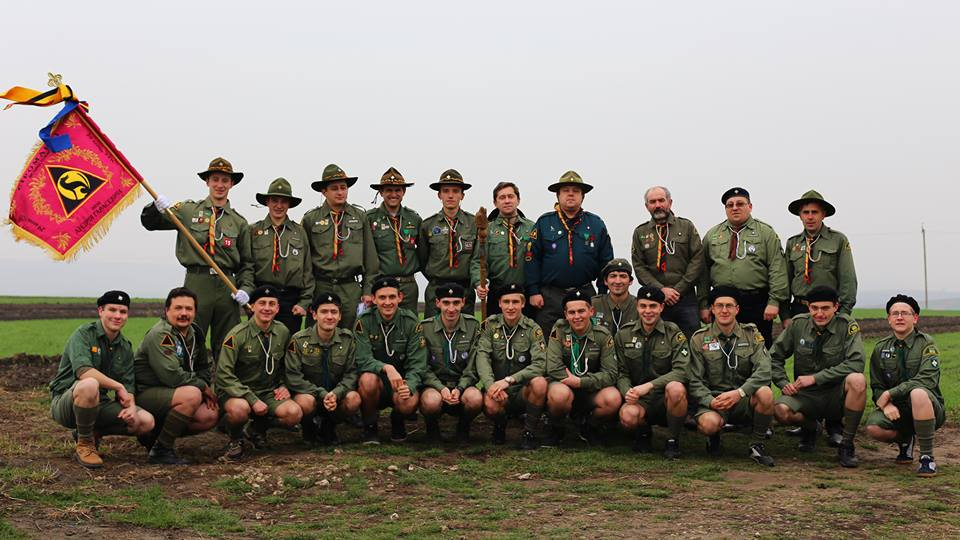
Малая рада украинской сотни, 2013 г.

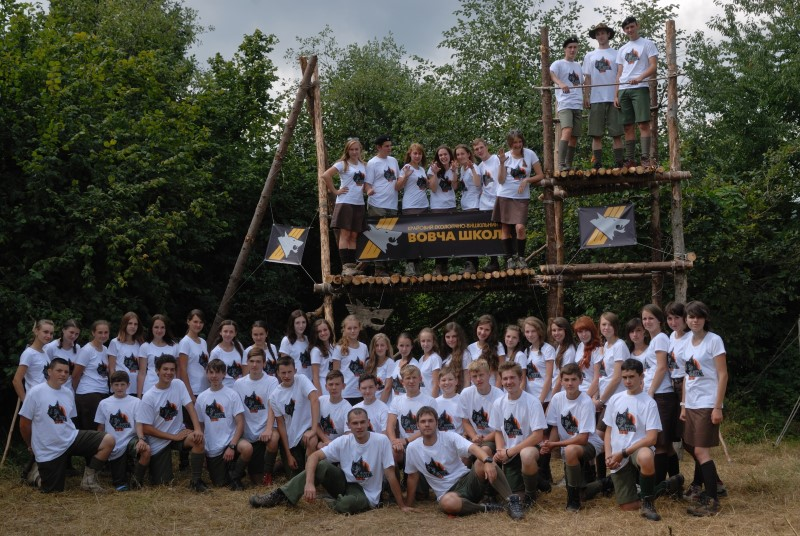
Молодёжный лагерь «Волчья школа» на полевых сборах

28 марта 1952 года курень «Сероманцы» был восстановлен в Нью-Йорке при поддержке скаутской организации «Пласт». В марте 1997 года организация появилась на Украине. В 2007 году была принята эмблема куреня — силуэт волка на фоне луны в чёрном треугольнике с красно-жёлтой рамкой — и знамя, представляющее собой красное полотнище с эмблемой по центру. В 2013 году на Украине был открыт молодёжный военно-патриотический лагерь «Волчья школа», прошедшие который становились полноправными членами куреня. Официальное современное название — 29-й курень УСП и УПС «Великое племя Сероманцы им. Андрея Гарасевича».

## Песня
Как и некоторые другие подразделения УПА, сотня «Сероманцы» имела собственный марш, в наши дни являющийся гимном пластового куреня. В настоящее время третий куплет песни не исполняется.
Із гір Карпат несеться гомін волі,

Із гір Карпат несеться волі зов…

Там синьо-жовті лопотять прапори,

Там вже заграла українська кров.

Там борами мандрують «Сіроманці»,

На плечах — кріс, граната — на руках…

Це Батьківщини вірнії повстанці

Виконують провідника наказ.

Бандера шлях до волі нам покаже…

З його наказу ідемо у бій!

І розіб’єм, розгромим кодло враже,

Запалимо визвольний буревій.

Гей рідний брате Заходу і Сходу,

Єднайсь в один ударний моноліт!

Ми Україні виборем свободу,

Загарбницький повалимо ми світ!

О, Батьківщино, люба наша мати,

Ми знищим ката, волю принесем!

І загримлять повстанчії гармати,

Вітаючи тебе з воскресним днем.